# Kraisak Choonhavan
Kraisak Choonhavan —en tailandés: ไกรศักดิ์ ชุณหะวัณ— (Bangkok, 8 de octubre de 1947-ib., 11 de junio de 2020) fue un político tailandés. Fue miembro del Senado de Tailandia por la provincia de Nakhon Ratchasima desde el 2000 a 2006, cuando la Cámara fue disuelta por el golpe de Estado del 19 de septiembre.

## Biografía
Hijo del primer ministro, el general Chatichai Choonhavan, obtuvo en título de título de grado en ciencias políticas en la Universidad George Washington en Estados Unidos y la maestría en la Universidad de Londres, Reino Unido. Fue asesor del primer ministro de 1989 a 1991 y del gobernador de Bangkok de 1996 a 1999.
Al haber sido presidente del Comité de Asuntos Exteriores del Senado de Tailandia, fue reclamado por el Consejo para la Reforma Democrática bajo la Monarquía Constitucional para ser ministro de Asuntos Exteriores durante el Gobierno provisional creado tras el golpe de Estado.